# Zwartkopstronkloper
De zwartkopstronkloper (Orthonyx spaldingii) is een zangvogel uit de familie Orthonychidae. Deze vogel is genoemd naar zijn ontdekker, de Australische entomoloog Edward Spalding (1836-1900).

## Verspreiding en leefgebied
Deze soort is endemisch in het noordoosten van Australië en telt twee ondersoorten:
- O. s. melasmenus: het oostelijk-centrale deel van het Kaap York-schiereiland.
- O. s. spaldingii: het zuidoostelijke deel van het Kaap York-schiereiland.

## Status
De grootte van de populatie is niet gekwantificeerd maar de soort wordt omschreven als plaatselijk algemeen. Op de Rode lijst van de IUCN heeft deze soort de status niet bedreigd.